# 오드비에른 하겐
오드비에른 하겐(노르웨이어: Oddbjørn Hagen, 1908년 2월 3일 ~ 1983년 6월 25일)은 노르웨이의 노르딕 복합, 크로스컨트리 스키 선수이다.